# Joseph Bradley
Joseph Kelly Bradley (Issaquah, ...) è un giocatore di football americano statunitense, che gioca come quarterback per i Ceará Caçadores..
Dopo aver giocato per 3 diverse squadre di college si è trasferito in Europa ai portoghesi Lisboa Devils, coi quali ha vinto due titoli nazionali. È poi passato ai polacchi Seahawks Gdynia per ulteriori 2 stagioni, per poi firmare con i finlandesi Wasa Royals, coi quali ha però rescisso il contratto prima dell'inizio della stagione. Successivamente si è unito agli spagnoli L'Hospitalet Pioners e ai cechi Vysočina Gladiators, per poi tornare in Finlandia ai Kuopio Steelers coi quali ha vinto altri 2 titoli.
Dal 2023 gioca con i Ceará Caçadores.

## Palmarès
- 2 LPFA (2016, 2017)
- 2 Vaahteramalja (2021, 2022)